# Święte (powiat grudziądzki)
Święte (niem. Schwenten) – wieś w Polsce położona w województwie kujawsko-pomorskim, w powiecie grudziądzkim, w gminie Łasin. We wsi znajduje się kościół.

## Podział administracyjny
W latach 1975–1998 miejscowość należała administracyjnie do województwa toruńskiego.

## Demografia
Według Narodowego Spisu Powszechnego (III 2011 r.) wieś liczyła 223 mieszkańców. Jest jedenastą co do wielkości miejscowością gminy Łasin.

## Historia
W okresie międzywojennym w miejscowości stacjonowała placówka Straży Celnej „Święte”

## Zabytki
Według rejestru zabytków NID na listę zabytków wpisane są:
- drewniany kościół pw. św. Barbary z 1723, nr rej.: A/413 z 5.08.1961
- zespół dworski z XVIII/XIX w.:
  - dwór, nr rej.: 595 z 28.03.1990
  - park, pocz. XIX, nr rej.: 527 z 24.04.1987
  - relikty cmentarza, nr rej.: j.w.